# Lokomotiva 365
Lokomotivy řady 365 jsou elektrické dvousystémové lokomotivy určené pro vozbu nákladních vlaků vzniklé modernizací belgických lokomotiv SNCB řady 12. Modernizace prováděla v letech 2016–2022 česká firma CZ LOKO, celkem vzniklo devět kusů. Výrobce je označil jako typ EffiLiner 3000.

## Historie
Dne 10. dubna 2013 byla lokomotiva původního čísla 1203 dopravena do Česka ke zkouškám pro plánované využití u některého z privátních dopravců. Kolem poloviny roku 2014 byla intenzivně zkoušena na zkušebním okruhu v Cerhenicích, avšak s nevyhovujícím výsledkem v oblasti elektromagnetické kompatibility (EMC). Následně bylo rozhodnuto o kompletní modernizaci elektrické části (mimo trakční motory). Novou trakční výzbroj dodal EVPÚ Nová Dubnica, řídicí systém MSV elektronika. Nový transformátor byl zavěšen pod skříň, proto byl zesílen hlavní rám. Nově byla instalována odporová a rekuperační elektrodynamická brzda. Trvalý výkon zůstává přibližně stejný, maximální rychlost je s ohledem na předpokládané nasazení v nákladní dopravě snížena na 120 km/h. Z téhož důvodu chybí kabel vlakového topení.
Rekonstrukce byla dokončena v březnu 2016 a poté začaly statické zkoušky. Drážní úřad přidělil lokomotivám řadu 365. Lokomotiva 1203 byla přeznačena na 365.001 a opatřena firemním nátěrem CZ LOKO, neboť ji tato firma hodlala zařadit do svého poolu.
Dne 7. března 2016 dorazilo do České Třebové zbývajících 11 lokomotiv řady 12, které byly v následující noci převezeny do areálu Mostního obvodu v Brodku u Přerova. Dále byla uzavřena smlouva na koupi 12 strojů řady 11.
Dne 5. května 2017 se lokomotiva 365.001 představila odborné veřejnosti a tisku na prezentační jízdě na trase Praha-Libeň – Kralupy nad Vltavou a zpět v barvách nového držitele – soukromého dopravce IDS Cargo a.s. V prosinci 2017 další lokomotivu EffiLiner 3000 zakoupila maďarská společnost CER Cargo Holding pro svou dceřinou společnost CER Slovakia. V roce 2020 uvedla CZ LOKO, že z důvodu nedostatečných výrobních kapacit předčasně ukonči projekt modernizace těchto lokomotiv. Z plánovaných 12 strojů tak bylo modernizováno pouze 9. Práce na posledním z nich (365.009) začaly roku 2020, dokončen byl na konci roku 2022.